# 銳棘新平鮋
銳棘新平鮋，為輻鰭魚綱鮋形目鮋亞目新平鮋科的其中一種，為亞熱帶海水魚，分布於西南太平洋澳洲海域，為特有種，棲息深度36-494公尺，體長可達22.1公分，棲息在近海岩礁底層水域，生活習性不明。

## 扩展阅读
維基物種上的相關：銳棘新平鮋